# Tokyo Broadcasting System
Tokyo Broadcasting System, Inc. (TBS)  (株式会社東京放送, kabushiki gaisha tōkyō hōsō) is een Japans mediabedrijf met hoofdkantoor in Tokio.

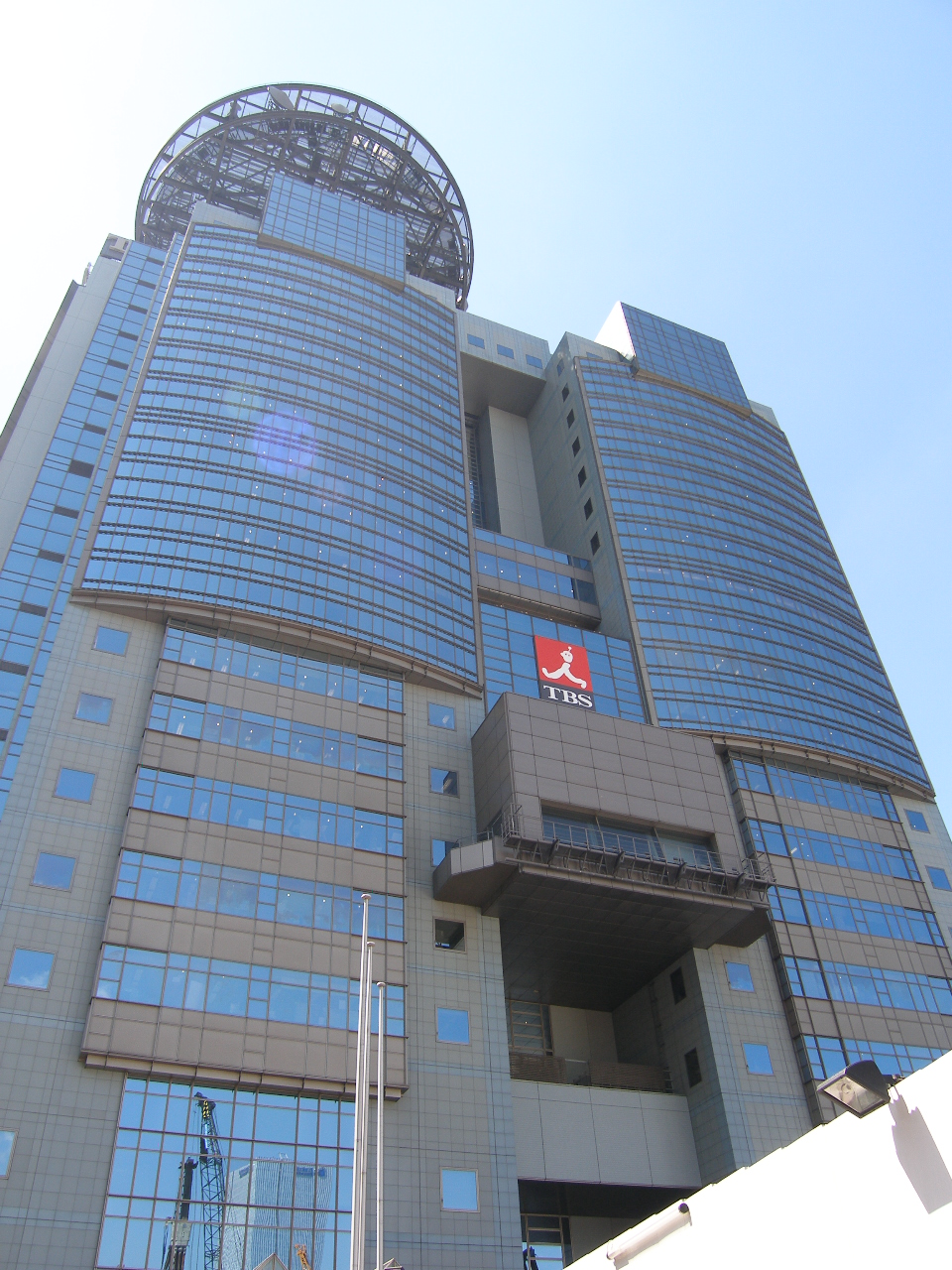
Het hoofdkantoor van Tokyo Broadcasting System

TBS is de eigenaar van een reeks televisiezenders, waaronder 28 zenders van het Japan News Network, en 34 radiozenders van Japan Radio Network. Het is de producent van Takeshi's Castle en van Waku Waku.